# École nationale supérieure de chimie de Lille
Die École nationale supérieure de chimie de Lille (auch Chimie Lille oder ENSCL) ist eine französische Ingenieurschule in Villeneuve-d’Ascq, auf dem Campus der École Centrale de Lille (Université Lille Nord de France).
Sie ist Mitglied der Conférence des Grandes Écoles. Mit einem multidisziplinären Lehrplan bildet sie innerhalb von drei Jahren Ingenieure auf hohem Niveau aus, die danach hauptsächlich in der Wirtschaft arbeiten. Ziel der Ausbildung ist das sogenannte Ingenieursdiplom »Ingénieur ENSCL«, das einem Master entspricht.

## Diplome Chimie Lille
- Master Ingénieur ENSCL
- sechs Masters Forschung Ingenieurwissenschaft
- sechs Masters Professional Ingenieurwissenschaft
- Graduiertenkolleg: PhD Doctorate
- Mastère spécialisé

## Bekannte Lehrer
- Georges Chaudron (1891–1976), französischer Chemiker, der eine führende Stellung in der Metallurgie in Frankreich hatte
- Paul Pascal (1880–1968), französischer Chemiker, Mineraloge und Metallurge

## Berühmte Absolventen
- Alain de Krassny (* 1942), französischer Chemieingenieur und Unternehmer